# Александра Михајловић
Александра Михајловић (рођена 7. јануара 1969. године) је српска књижевница, професорка српског језика и књижевности, чланица Удружења књижевника Србије и доктор наука. Предаје у Гимназији "Урош Предић" у Панчеву. Поред свог рада у образовању, позната је и по књижевним делима која обухватају романе, поезију, као и дела за децу.

## Биографија
Александра Михајловић је рођена 7. јануара 1969. године у Београду. Завршила је Филолошки факултет у Београду, на катедри за Општу и српску књижевност са српским језиком, где је и докторирала. Као наставник српског језика и књижевности, Михајловић је радила у различитим образовним институцијама, а тренутно предаје у Гимназији "Урош Предић" у Панчеву.
Три године је била део наставничког тима „Сава онлајн школе српског језика”, која је омогућила повезивање српске дијаспоре широм света, пружајући онлајн програме за породице у расејању. Михајловић говори енглески и немачки језик, а проучава шпански језик и књижевност. Удата је за Срђана Михајловића, а заједно имају синове Константина и Лукијана.

## Књижевни рад
Александра Михајловић је ауторка више књижевних дела, од којих су нека постигла значајан успех и препознатљивост на домаћој књижевној сцени. Њена дела обухватају различите жанрове, од романа до поезије и књижевности за децу. Нека од најпознатијих дела су :
- ,,Запричавање. Заваравање. Завиривање”, роман, први пут објављен 2012. године, а потом у неколико издања. Последње у Службеном гласнику, 2024.
- ,,Кроз прстохват цимета”, објављен 2015. године, а потом у неколико издања. По мотивима овог романа рађена је прва позоришна представа о краљици Наталији, у иностранству, у Немачкој, у Висбадену.
- Дечја књига ,,Софијине мудролије с Марком Краљевићем” изашла је 2019. године, у издању Лагуне. Ова едукативна књига ривукла је пажњу новим приступом историји, епској традицији и митологији.
- Збирку песама ,,Јуче сам имала сусрет са собом” објављена 2021. године у издању Либертатее. Пеме су јој преведене на енглески, чешки, румунски, грузијски, македонски, арапски, словеначкии италијански језик... И више пута награђиване.
- Роман ,,Минијатуре” објављен је 2022. године у издању Кључ издаваштва.
- Дечји роман ,,Принцеза са тавана”, 2024. године, у издању Службеног гласника говори о 16 средњовековних владарки.
- Докторска дисертација ,,Поетика прозе Милке Жицине”, пионирско је научно дело које први пут код нас систематски и целовито сагледава место и значај Милке Жицине у контексту српске међуратне и послератне књижевности.

Њене песме су објављиване у више зборника, укључујући "Пашка чипка и прилика", "Антологија савремене љубавне поезије", "Гарави сокак" (2014), "Песме које нам живот значе" Удруге Лантерна, "Арте стих" I и II, и друге. Александра је активна у књижевној заједници и сарађује са многим часописима и издавачима.

## Награде и признања
Александра Михајловић је добитница више награда и признања за свој књижевни рад, а посебно се издваја награда за најбољи роман издавачке куће Арте 2012. године за роман Запричавање. Заваравање. Завиривање. Такође, њена дела су била у конкуренцији за многе престижне књижевне награде.

## Дела
Александра Михајловић је ауторка неколико значајних дела, међу којима су:
- Запричавање. Заваравање. Завиривање. (2012) – роман
- Кроз прстохват цимета (2015) – роман о краљици Наталији Обреновић
- Принцеза са тавана – дечји роман
- Минијатуре – сага о јувелирској породици
- Јуче сам имала сусрет са собом – збирка поезије
- Испод звезда – збирка поезије (у припреми)
- Софијине мудролије са Марком краљевићем (2020) – књига за децу

## Јавне активности
Александра Михајловић је активна у многим културним и образовним иницијативама. Као чланица Удружења књижевника Србије, Михајловић је уједно и заменица председника Одбора за међународну сарадњу УКС-а. Заједно са колегама, организује књижевне вечери, промоције књига и друге културне манифестације које имају за циљ промоцију српске књижевности.